# Eric Meola
Eric Meola (Syracuse, 1946) è un fotografo statunitense.

## Biografia
Laureato alla Syracuse University nel 1968, si è poi dedicato alla fotografia da autodidatta. A New York ha lavorato come apprendista con il fotografo Pete Turner, che l'ha influenzato nell'impostazione grafica e nell'uso di colori saturi. Nel 1971 Meola ha aperto un proprio studio e ha iniziato a lavorare professionalmente per importanti riviste come Life, Esquire e Time. Da allora il suo lavoro è apparso in collezioni museali tra cui la National Portrait Gallery a Washington.
Meola è riconosciuto per l'uso brillante del colore nella sua fotografia. Una delle sue foto più famose, Coca (Cola) Kid , è stata scattata a Haiti nel 1972 ed è apparsa nel numero del 1997 della rivista Life come uno dei "100 magnifici momenti degli ultimi 1.000 anni". Meola è anche noto per le sue foto del cantautore Bruce Springsteen tra cui quella apparsa sulla celebre copertina dell'album Born to Run. Diverse fotografie di Springsteen realizzate da Meola sono state incluse nell'edizione del trentesimo anniversario di Darkness on the Edge of Town.

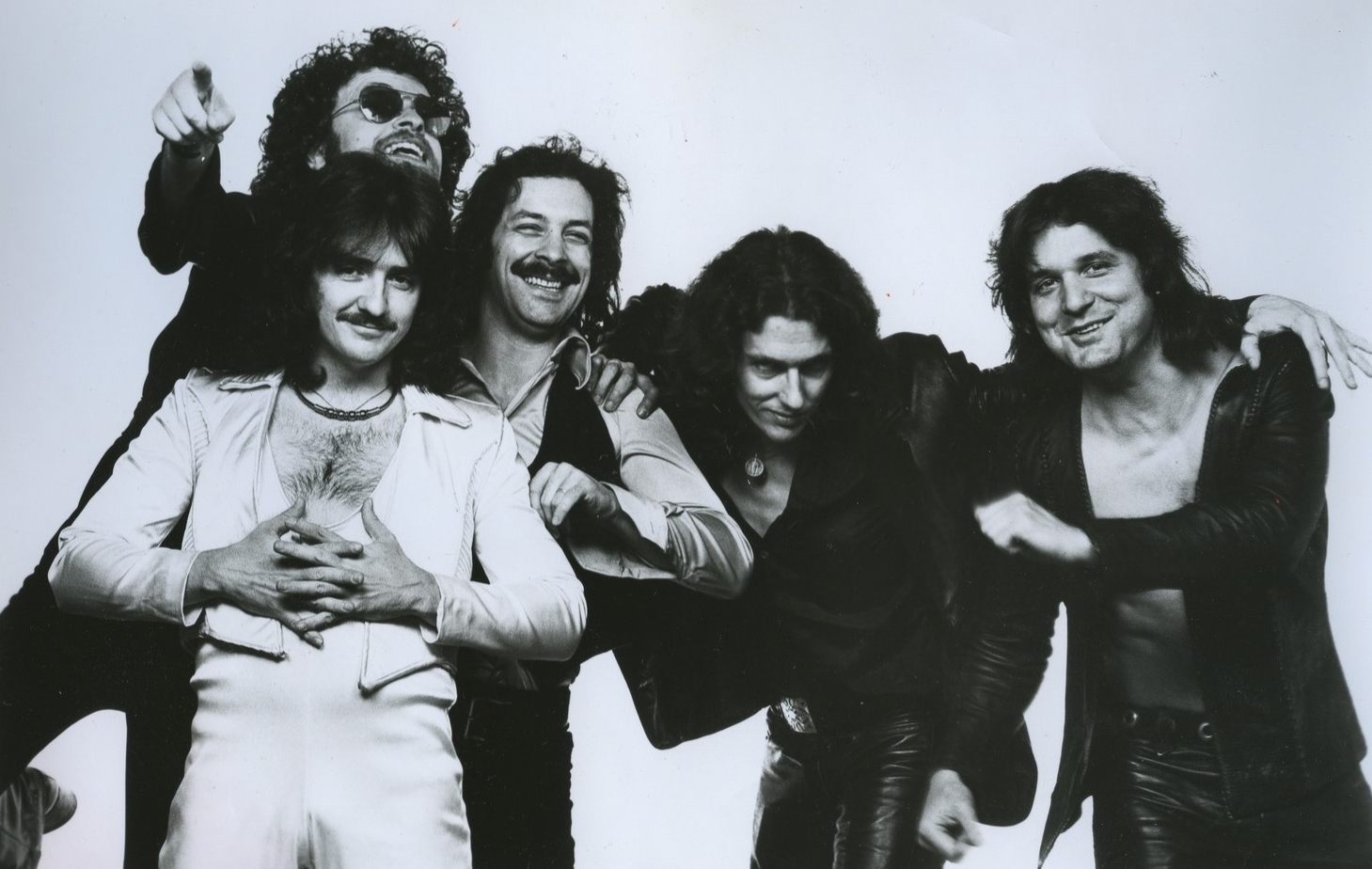
Una foto pubblicitaria del gruppo rock Blue Öyster Cult realizzata da Eric Meola nel 1977 per la Columbia Records.

Meola ha ricevuto un Clio Award per la sua campagna pubblicitaria per il marchio di abbigliamento Timberland e ha vinto il premio come Fotografo dell'anno della American Society of Media Photographers.
Ha pubblicato diversi libri, tra i quali Last Places on Earth nel 2004 e Born to Run: The Unseen Photos' nel 2006.
Meola è stata tra i 43 noti fotografi invitati a donare una stampa a "FOCUS: un'asta della migliore fotografia a beneficio di City Harvest ...." La raccolta fondi del 18 settembre 2008 ha sostenuto City Harvest, una banca di raccolta di alimenti a New York.

## Opere
- (EN) Eric Meola, Last Places on Earth, New York, Graphis, 2004, ISBN 978-1-932026-15-3.
- (EN) Eric Meola, Born to Run. The Unseen Photos, San Rafael, Insight Editions, 2006, ISBN 978-1-933784-09-0.
- (EN) Eric Meola, India. In Word and Image, New York, Welcome Books, 2008, ISBN 978-1-59962-049-7.
- (EN) Eric Meola, Streets of Fire. Bruce Springsteen in Photographs and Lyrics 1977–1979, New York, HarperCollins, 2012, ISBN 978-0-06-213344-1.
- (EN) Eric Meola, Fierce Beauty. Storms of the Great Plains, Melbourne, Images Publishing Group, 2019, ISBN 978-1-86470-838-7.